# Platja de Represas
La Platja de Represas està situada en el concejo de Tàpia de Casariego. Forma part de la Costa Occidental d'Astúries i presenta protecció mediambiental per estar catalogada com ZEPA i LIC.

## Descripció
És una platja de traçat rectilini amb una longitud d'uns 300 metres i una amplària mitjana de 30 metres. L'absència gairebé total de sorra és el motiu principal pel qual sigui una platja molt poc visitada. No obstant això aquesta característica promou la presència habitual de pescadors en el pedrer. L'existència d'afloraments rocosos aconsella que els visitants vagin proveïts de calçat adequat tipus bota o de qualsevol altre tipus que tingui sola dura. Té servei de dutxes i l'activitat que es recomana com a òptima és la de pesca recreativa en el pedrer.
L'accés a aquesta platja pot fer-se des de les proximitats del port de Tàpia utilitzant un passeig existent al llarg de la línia de la costa. Una altra alternativa és la d'accedir amb vehicle per la sortida costanera de Tàpia que està més a l'est.